# 패러데이 전자기 유도 법칙
패러데이 전자기 유도 법칙(Faraday, Faraday's law of electromagnetic induction)은 자기 선속의 변화가 기전력을 발생시킨다는 법칙이다. 1831년 영국의 물리학자 마이클 패러데이가 발견하였다. 맥스웰 방정식 중 하나이며, 패러데이 법칙에서 자기선속의 양자화가 유도되기도 한다

## 역사

패러데이 철고리 기구의 그림. 왼쪽 코일의 자속 변화는 오른쪽 코일에 전류를 유도한다.

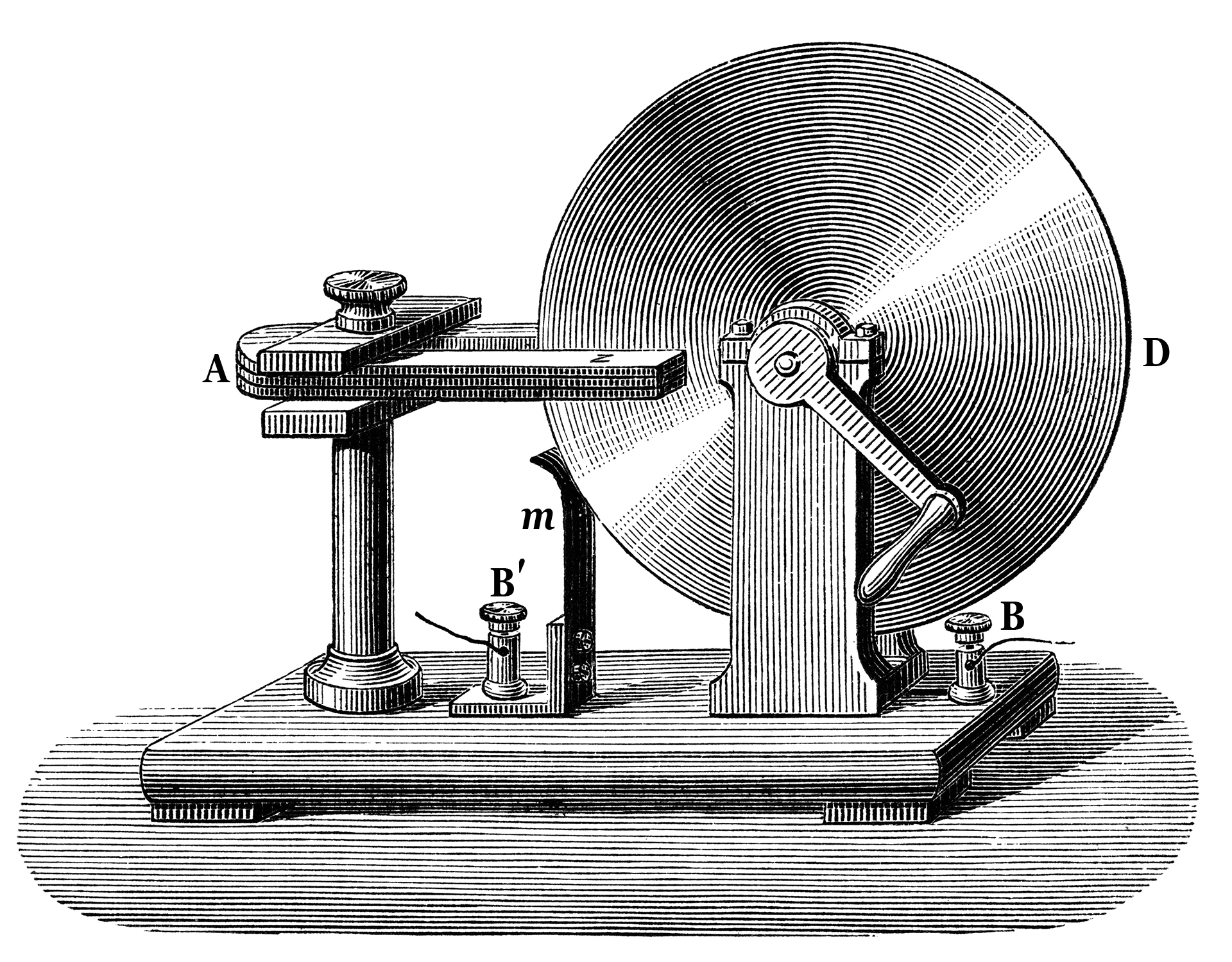
패러데이디스크 (단극 발전기 참조)

전자기유도현상은 마이클 패러데이와 요셉 헨리가 1831년 독자적으로 발견하였지만, 패러데이가 그의 연구 결과로서 처음으로 출판하였다. 1831년 8월 29일 전자기 유도에 대한 패러데이의 첫 번째 실험적 증명에서 철제 고리(또는 토러스)를 두 개의 와이어로 반대 방향에 감았다. 발견된 전자석의 특성에 대한 그의 평에 근거하여 하나의 와이어에 전류가 흐를 때, 파동의 부분이 고리를 따라 반대편에 전달되어 약간의 전기적 효과를 일으킬 것이라 생각했다. 하나의 와이어를 검류계에 연결하고 다른 한 쪽을 배터리에 연결하였을 때 일어나는 변화를 관찰하였다. 패러데이는 와이어를 배터리에 연결할 때 와 떼어낼 때 과도전류(패러데이는 이것을 '전기 파동'이라 불렀다.)를 관측했다. 이 유도현상은 배터리가 연결되었다 분리될 때 발생하는 자기력선속의 변화 때문에 발생한 것이다. 두 달 후, 패러데이는 몇 가지 다른 전자기유도의 단서들을 찾았다. 예를 들면, 막대자석을 코일에 빠르게 통과시킬때 과도전류가 발생하는 것을 보았고 막대 자석 근처에서 회전하는 동판에 의해 교류가 발생하는 것이 있다. (패러데이의 디스크)
패러데이는 전자기 유도 현상을 그가 역선라고 부른 개념을 가지고 설명했다. 그러나 당시 과학자들은 그의 이론적 아이디어가 수학적으로 공식화되지 못했다며 이를 부정했다. 한 명의 예외가 있었다면 그것은 맥스웰이었다. 그는 패러데이의 생각을 자신의 양적 전자기학 이론의 근간으로 삼았다. 맥스웰의 논문에서, 전자기유도에 대한 관점을 다양하게 한 시기는 올리버 헤비사이드가 패러데이 법칙이라고 언급한 미분 방정식으로서 표현된다.(사실 이것은 패러데이 법칙의 원형 형식과 약간 다르고 운동 기전력을 설명하지 않는다) 헤비사이드가 수정한 것이 오늘날 맥스웰 방정식으로 알려진 방정식에서 패러데이 법칙을 나타낸다.
1834년에 하인리히 렌츠가 만든 렌츠의 법칙은 회로를 통과하는 전기력선속을 설명하고 유도기전력과 전자기유도현상으로 인한 전류의 방향을 제시한다.

## 패러데이 법칙
물리학에서 전기장과 자기장의 상호간 유도현상을 설명하는 것이 패러데이 법칙으로, 임의의 폐회로에서 발생하는 유도 기전력의 크기는 폐회로를 통과하는 자기선속의 변화율과 같다는 것을 의미한다. 수학식으로는 다음과 같이 표현할 수 있다.
{\displaystyle {\mathcal {E}}=-{\frac {d\Phi _{B}}{dt}}}   ΦB : 자기 선속, ℰ : 기전력
여기서 우변에 '−'가 붙은 이유는 렌츠의 법칙에 따라 전기 회로에서 발생하는 유도 기전력은 폐회로를 통과하는 자속의 변화를 방해하는 방향으로 발생하기 때문이다.

### 맥스웰-패러데이 방정식
맥스웰-패러데이 방정식은 네 가지 맥스웰 방정식의 한가지로 고전 전자기학에서 기초적인 역할을 한다. 적분의 형태로 표현하면 켈빈-스토크스의 정리에 의하여
```

  

    

      

        

          
∮

          

            
∂

            
Σ

          

        

        

          
E

        

        
⋅

        
d

        

          
ℓ

        

        
=

        
−

        

          
∫

          

            
Σ

          

        

        

          

            

              
∂

              

                
B

              

            

            

              
∂

              
t

            

          

        

        
⋅

        
d

        

          
A

        

      

    

    
{\displaystyle \oint _{\partial \Sigma }\mathbf {E} \cdot d{\boldsymbol {\ell }}=-\int _{\Sigma }{\frac {\partial \mathbf {B} }{\partial t}}\cdot d\mathbf {A} }

  

```

식의 좌변이 말하는 것은 폐곡선에서 극소길이 {\displaystyle dl}에 따라 전기장을 적분하면 우변에서와 같이 자기장을 시간에 따라 편미분한 값을 면적 {\displaystyle dA}에 대해 적분한 값의 음수값을 취한다.

## 같이 보기
- 렌츠의 법칙
- 맥스웰 방정식

## 참조
1. ↑  Giancoli, Douglas C. (1998). 《Physics: Principles with Applications》 Fif판. 623–624쪽.